# Omar Jumaa
Omar Jumaa (Arabic:عمر جمعه) (sinh ngày 2 tháng 8 năm 1995) là một cầu thủ bóng đá người Các Tiểu vương quốc Ả Rập Thống nhất. Hiện tại anh thi đấu cho Al-Sharjah.